# Aerofotogrametría
La aerofotogrametría es la ciencia que permite obtener y/o realizar medidas correctas basándose en fotografías aéreas, a fin de determinar las características métricas y geométricas de los objetos fotografiados desde un objeto volador (ya sea pilotado manualmente o por radio-control), como por ejemplo, tamaño, forma y posición. 
Para entender el proceso que se realiza para llevar a cabo un proyecto de Aerofotogrametria, primero debemos conocer de donde proviene esta ciencia y como poco a poco se ha ido forjando las bases de esta ciencia.

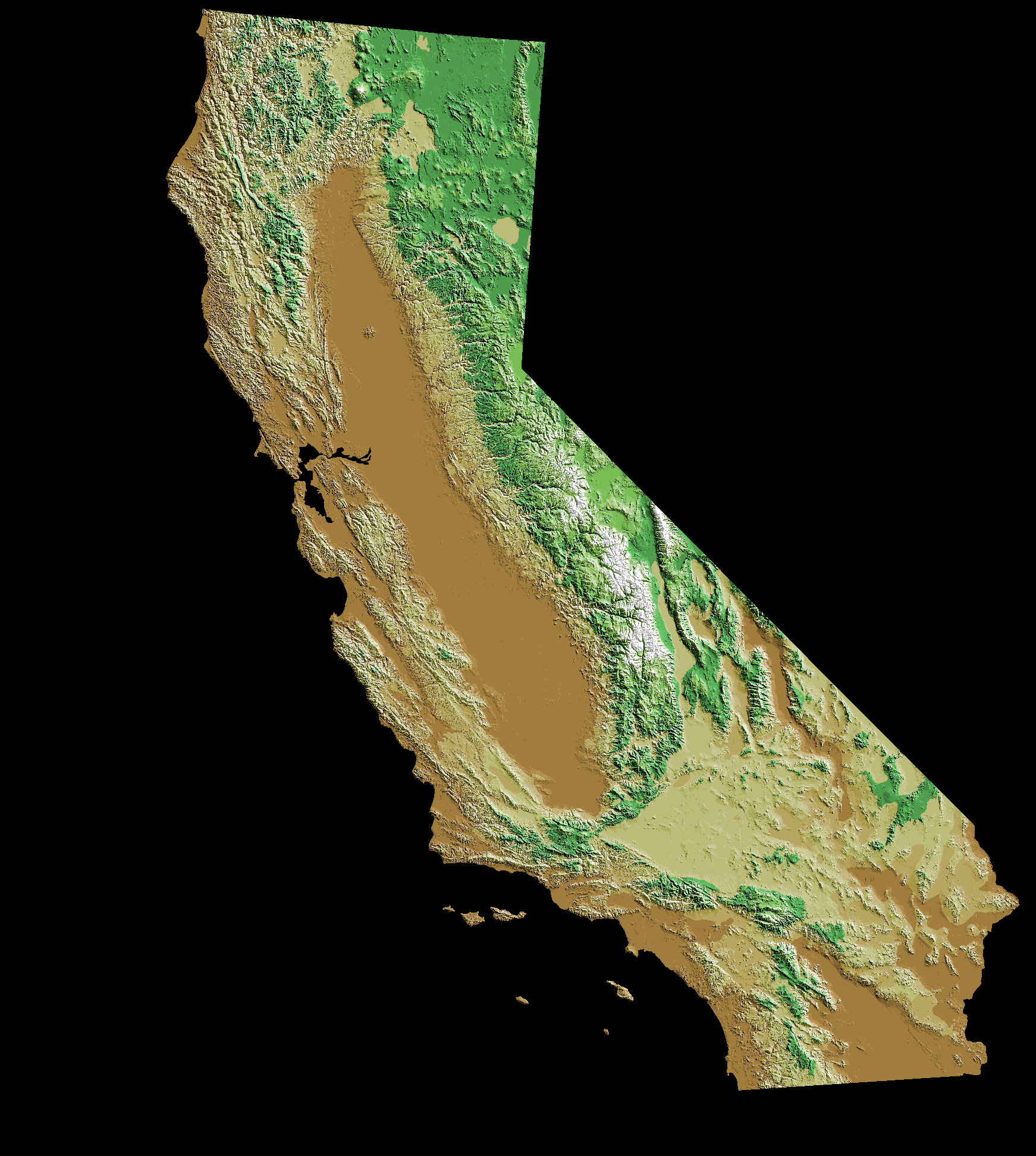
Ejemplo de mapa realizado por aerofotogrametría

## Historia
La fotogrametría permite realizar mediciones precisas usando fotografías. A pesar de que presenta una gama de aplicaciones en diferentes campos y ramas de la ciencia, tales como la topografía, la astronomía, la medicina, la meteorología y muchos otros, tiene su principal aplicación en la cartografía topográfica.
Esta ciencia no nace de la noche a la mañana gracias al descubrimiento de una novedad científico o un desarrollo tecnológico, si bien hay que agradecer gran parte del avance de la fotogrametría al invento de la fotografía se puede empezar a hablar de dar uso técnico a dichas imágenes fotográficas.

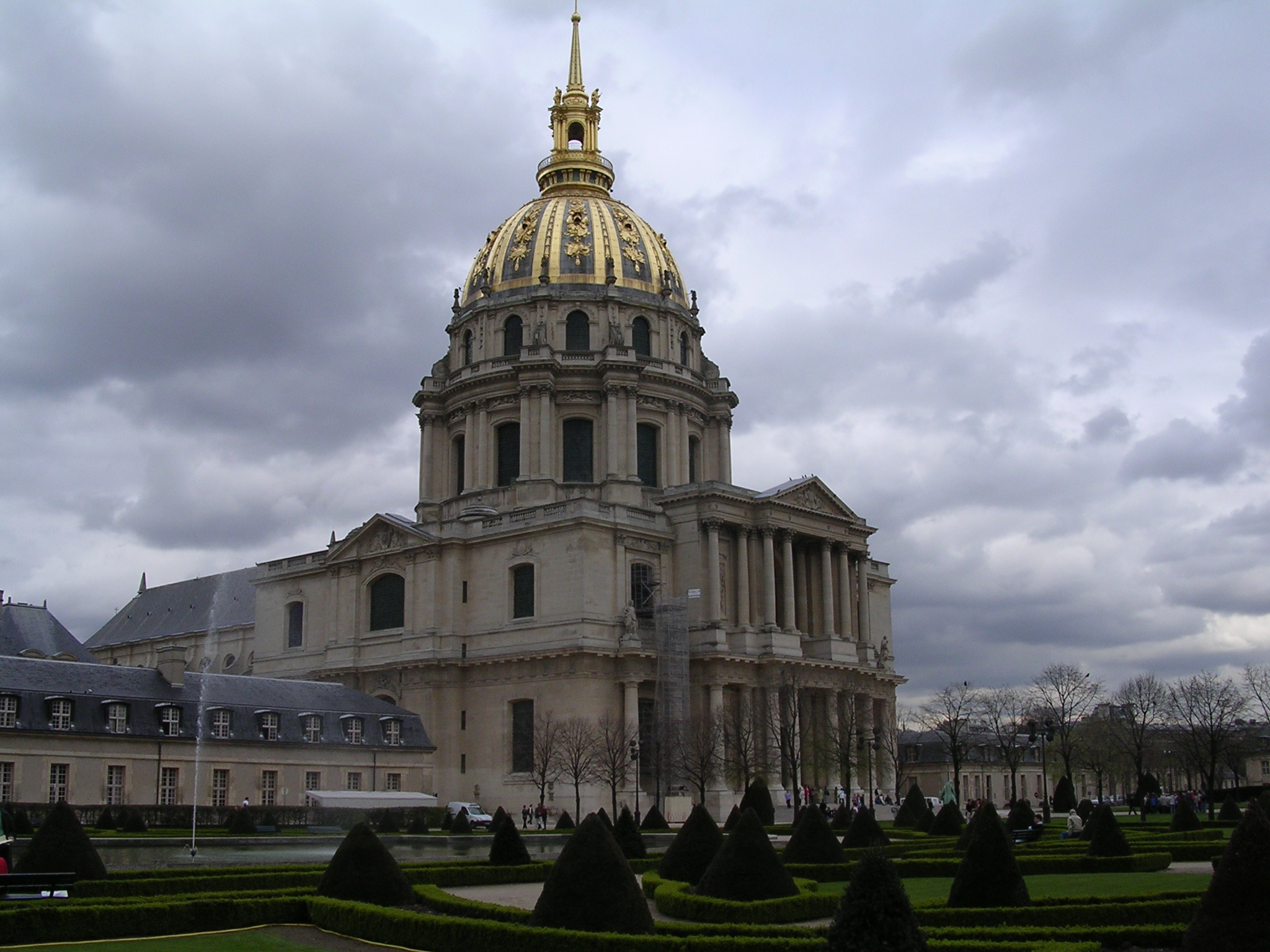
Hotel des Invalides (París)

Aimé Laussedat, coronel del ejército francés, efectúa el primer levantamiento fotogramétrico a finales del XIX sobre la fachada de l’Hotel des Invalides en París. Más adelante el arquitecto alemán Albrecht Meydenbauer con sus trabajos de documentación 
arquitectónica se suma a la lista de pioneros que auparon la incipiente disciplina al carro del desarrollo científico, dado el gran interés que suscitaba la técnica.
A partir de este momento podemos empezar a hablar de cuatro etapas para el desarrollo de la fotogrametría:
- Fotogrametría de tablero (1850 – 1900)
- Fotogrametría analógica (1900 – 1960)
- Fotogrametría analítica (1960 – final del siglo XX)
- Fotogrametría digital (siglo XXI - ¿?)

La posibilidad actual de obtener y cargar imágenes a un ordenador (desde una cámara digital de bolsillo o desde un satélite) y la flexibilización de las plataformas informáticas (tanto en hardware como en software), hacen que hablemos hoy en día de proyectos aerofotogramétricos inimaginables hace algunas décadas. En medio de todo se encuentra la ciencia sumida en una vertiginosa carrera hacia el conocimiento, todo esto con la gran ayuda de Internet como medio de dinamización y flexibilización de las comunicaciones.
A continuación se exponen los puntos básicos para realizar un proyecto aerofotogramétrico y que aplicaciones tiene actualmente esta rama de la fotogrametría digital que tratamos en este artículo.

## Metodología para realizar un proyecto aerofotogramétrico
Es fundamental antes de comenzar a tomar las imágenes que nos centremos en terreno u objeto que pretendemos abarcar y realizar una lista de requerimientos previos. Independientemente de lo complejo o sencillo que sea la orografía del terreno, conviene no perder de vista que todos los trabajos van a seguir un esquema similar, que pueden corresponderse con el siguiente guion que exponemos a continuación.

### Planificación del vuelo aerofotogramétrico
En función de la finalidad del trabajo se determina la escala del vuelo y la focal, la superposición longitudinal y transversal. Se planifican los ejes de vuelo de forma tal que se cubra toda la zona de interés. Se determinan las coordenadas geográficas de los puntos de entrada y salida de cada recorrido, las cuales guiarán al navegador del avión aerofotogramétrico.

### Control del vuelo aerofotogramétrico
En esta etapa se controla que todos los requisitos que hacen al vuelo (nitidez, superposición lateral y longitudinal, giros, etc.) se encuentren dentro de las tolerancias establecidas. Se realiza el control geométrico perspectivo del mismo.

### Planificación y ejecución del apoyo de campo
En la etapa de planificación se determina la cantidad y ubicación de los puntos de campo. Es muy importante pues tiene gran significación en la calidad final del trabajo. Se miden los Puntos de Apoyo Aerofotogramétricos (P.A.F.) determinándolos mediante equipos GPS (Sistema de Posicionamiento Global). Para ello se tiene en cuenta la cantidad de satélites tomados por el receptor que debe ser mayor a 4, con un PDOP<5 (Position Dilution Of Precision), tener un horizonte despejado por encima de los 15 grados y fundamentalmente deben ser identificables en el fotograma.
Posteriormente se referencian los puntos a la Red Posgar (Argentina) obteniéndose las coordenadas geográficas, a partir de ellas se obtienen unas coordenadas planas conocidas en el mundo de la fotogrametría con el nombre de coordenadas Gauss-Kruger. Por cada punto se confecciona una monografía, se señala y marca con un puntinado en la copia fotográfica correspondiente y se toman fotografías digitales que facilitan encontrar el punto en el terreno y permiten una perfecta identificación del punto de campo al operador de restitución en la etapa de aerotriangulación.

### Planificación de la aerotriangulacion
Esta etapa se encarga de densificar la cobertura fotográfica con una serie de puntos fotogramétricos que servirán en etapas posteriores a la perfecta orientación del par estereoscópico. Estos puntos unen los diferentes modelos y recorridos entre sí formando un bloque homogéneo de todo el trabajo. Se marcan 3 puntos de paso en cada fotograma y un punto de enlace entre recorridos. Por cada modelo estereoscópico tendremos 6 puntos de paso (3 a la izquierda, 3 a la derecha.) y 2 puntos de enlace (1 superior, 1 inferior), más los puntos de apoyo de campo anteriormente explicados.

### Aerotriangulación
En esta etapa se colocan en el estereorestituidor cada uno de los pares, procediendo a orientar el modelo y leyendo en un sistema de coordenadas locales cada uno de los puntos de campo y fotogramétricos que intervienen en el modelo, obteniendo así coordenadas X, Y, Z locales.

### Cálculo de la aerotriangulación
Mediante las etapas anteriores se han obtenido coordenadas en dos sistemas, de campo y locales. Para llevar todas las coordenadas al sistema de campo, se procesan todos los valores con un programa de ajuste espacial (COBLO RER) compensa en bloque y detecta automáticamente errores excesivos. El programa determina el error medio cuadrático del bloque, las coordenadas de los puntos en el sistema de campo y los desvíos de las coordenadas X, Y, Z.

### Orientación de los modelos estereoscopicos
Una vez obtenidas las coordenadas de todos los puntos fotogramétricos (mediante la aerotriangulación) más las coordenadas de los puntos de campo se prepara un mapa digital que va a ser la base de la restitución. Para ello se coloca en el aparato restituidor las mismas diapositivas utilizadas en la aerotriangulación y se ajusta el modelo espacial a los valores obtenidos en el paso anterior, quedando el modelo estereoscópico perfectamente orientado con la realidad.

### Restitución planialtimétrica
Toda interpretación y volcado de detalles en la cartografía está en directa relación con la escala del vuelo fotográfico.
La forma del terreno se representa con curvas de nivel según la equidistancia fijada en el pliego. 
La altimetría se complementa mediante el acotamiento de puntos con una densidad acorde a la escala de restitución, y de común acuerdo con el comitente.
La cantidad de puntos acotados es tal que pueden caracterizar la forma del terreno, indicando siempre los puntos más elevados y los más bajos, así como todo punto en que se produzca un cambio brusco de pendiente.

### Edición
Una vez realizado el levantamiento general del modelo, es controlado, revisado y corregido, mediante software apropiado, por ejemplo Photomodeler.

## Vídeos de interés
1. Video sobre Fotogrametría y el vuelo fotogramétrico:

1. Video sobre levantamientos con Aerofotogrametría: